# Monique van de Griendt
Monique van de Griendt (14 juli 1968) is een Nederlandse schaakster met FIDE-rating 2022 in 2017; tevens is ze freelance journaliste. Ze is een dochter van de schaakster Carla Bruinenberg.
In 2003 speelde ze mee in het Bunratty Chess Festival dat door John Nunn met 4½ uit 6 gewonnen werd. Van de Griendt eindigde met 1½ punt op de 36e plaats. In 2011 won ze het Open Nederlands Kampioenschap Fischer randomschaak voor de dames met 4 uit 7.
Naast schaakspeelster is ze schaaktrainer en organisatrice van schaaktoernooien voor de jeugd; ook is ze KNSB-arbiter.
Ze is werkzaam bij de Sociale Verzekeringsbank en stond in 2012 op plaats 7 op de kandidatenlijst voor de Tweede Kamerverkiezingen voor 50PLUS.